# Connor Swift
Connor Swift (født 30. oktober 1995 i Thorne) er en cykelrytter fra England, der er på kontrakt hos Fejl i Modul:Cykelhold: Wikidata-entitet ikke angivet.. Han er holdkammerat med sin fætter Ben Swift.